# 卡玛萨乐队
卡玛萨乐队（转写：karmasisa，意为守护者）是一支演奏满族音乐的乐队，成立于2015年。
乐队创始人恩特合达自2007年起为了复兴满洲传统音乐，在多个国家的图书馆、博物馆查阅资料，向满族老人请教，经过反复摸索尝试，复原出十余种传统满洲乐器，整理出一些乐曲。乐队使用的乐器有绰仑（ᠴᠣᡵᠣᠨ，胡笳）、卓尔格（ᠵᡠᠸᡝᡵᡤᡝ，二弦琴）、莫克尼（ᠮᡝᡴᡝᠨᡳ，口弦琴）、弘勿恩（ᡥᠣᠩᡤᠣᠨ，铃铛）、铛吉里（ᡩᠠᠩᡤᡳᡵᡳ，马蹄铁）等。